# ديفيد نوريس (لاعب كرة قدم)
ديفيد نوريس (20 فبراير 1981 في المملكة المتحدة - )، لاعب كرة قدم بريطاني في مركز الوسط. لعب مع إيبسويتش تاون وبولتون واندررز وليدز يونايتد ونادي بلاكبول ونادي بليموث أرجايل ونادي بورتسموث ونادي بيتربورو يونايتد وهال سيتي ويوفل تاون وStamford A.F.C. ‏ ونادي بوسطن يونايتد.

## وصلات خارجية
- ديفيد نوريس على موقع قاعدة بيانات كرة القدم.إي يو (الإنجليزية)
- ديفيد نوريس على موقع Soccerbase.com (لاعب) (الإنجليزية)
- ديفيد نوريس على موقع عالم كرة القدم.نت (الإنجليزية)